# 스트라스필드

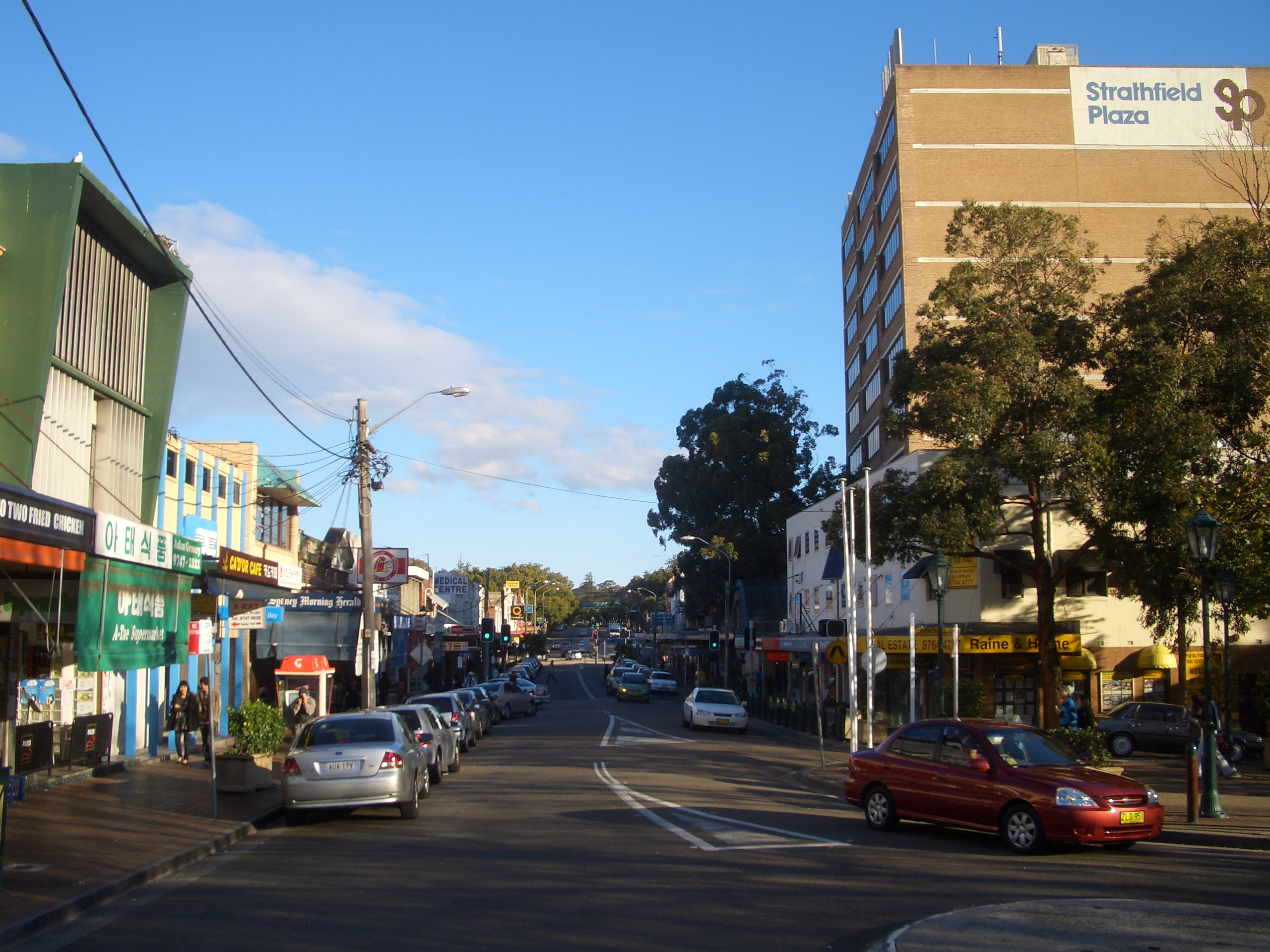

스트라스필드(Strathfield)는 오스트레일리아 뉴사우스웨일스주 시드니 이너웨스트에 있는 교외 지역이다. 시드니 중심 업무 지구에서 서쪽으로 12km 떨어져 있으며 스트라스필드시의 행정 중심지이다. 철도 북쪽 교외의 작은 부분은 캐나다베이 시내에 있고 더 블러버드(The Boulevard)의 동쪽 지역은 버우드 지방자치구역 내에 있다. 노스스트라스필드와 스트라스필드사우스는 각각 북쪽과 남쪽으로 따로 떨어진 교외 지역이다.

## 인구
| 연도 | 인구   | ±%     |
| ---- | ------ | ------ |
| 2001 | 20,567 | —      |
| 2006 | 20,481 | −0.4%  |
| 2011 | 23,639 | +15.4% |
| 2016 | 25,813 | +9.2%  |